# آشفيل (كارولاينا الشمالية)
آشفيل (بالإنجليزية: Asheville)‏ هي مدينة أمريكية ومركز مقاطعة بونكوم في ولاية كارولاينا الشمالية في الولايات المتحدة الأمريكية.

## التركيبة السكانية
حدّد مكتب تعداد الولايات المتحدة بيانات التركيبة السكانية لآشفيل في تعداد الولايات المتحدة. في ما يلي، التركيبة السكانية حسب تعدادي 2000 و2010.

### تعداد عام 2000
بلغ عدد سكان آشفيل 68,889 نسمة بحسب تعداد عام 2000، وبلغ عدد الأسر 30,690 أسرة وعدد العائلات 16,737 عائلة مقيمة في المدينة. في حين سجلت الكثافة السكانية 578.9 نسمة لكل كيلومتر مربع (1,499.3/ميل2). وبلغ عدد الوحدات السكنية 33,567 وحدة بمتوسط كثافة قدره 282.1 لكل كيلومتر مربع (730.6/ميل2).
وتوزع التركيب العرقي للمدينة بنسبة 77.95% من البيض و17.61% من الأمريكيين الأفارقة و0.35% من الأمريكيين الأصليين و0.92% من الأمريكيين ذوي الأصول الآسيوية و0.06% من سكان جزر المحيط الهادئ و1.53% من الأعراق الأخرى و1.58% من عرقين مختلطين أو أكثر و3.76% من الهسبانيون أو اللاتينيون من أي عرق.
بلغ عدد الأسر 30,690 أسرة كانت نسبة 25% منها لديها أطفال تحت سن الثامنة عشر تعيش معهم، وبلغت نسبة الأزواج القاطنين مع بعضهم البعض 38.1% من أصل المجموع الكلي للأسر، ونسبة 13% من الأسر كان لديها معيلات من الإناث دون وجود شريك، بينما كانت نسبة 3.4% من الأسر لديها معيلون من الذكور دون وجود شريكة وكانت نسبة 45.5% من غير العائلات. تألفت نسبة 36.8% من أصل جميع الأسر من عدة أفراد يعيشون في نفس المنزل ونسبة 13.8% كانت تتألف من شخص يعيش بمفرده يبلغ من العمر 65 عاماً أو أكثر. وبلغ متوسط حجم الأسرة المعيشية 2.14، أما متوسط حجم العائلات فبلغ 2.81.
بلغ العمر الوسطي للسكان 39.2 عاماً. وكانت نسبة 19.4% من القاطنين تحت سن الثامنة عشر، وكانت نسبة 8.7% بين الثامنة عشر والرابعة والعشرين عاماً، ونسبة 27.6% كانت واقعةً في الفئة العمرية ما بين الخامسة والعشرين والرابعة والأربعين عاماً، ونسبة 22.6% كانت ما بين الخامسة والأربعين والرابعة والستين، ونسبة 17% كانت ضمن فئة الخامسة والستين عاماً فما فوق. يوجد لكل 100 أنثى 86.9 ذكر، ويوجد لكل 100 أنثى في الثامنة عشر من عمرها فما فوق 82.7 ذكر.
بلغ متوسط دخل الأسرة في المدينة 32,772 دولارًا، أما متوسط دخل العائلة فبلغ 44,029 دولارًا. وكان متوسط دخل الذكور 30,463 دولارًا مقابل 23,488 دولارًا للإناث. وسجل دخل الفرد الخاص بالمدينة 20,024 دولارًا. وكانت نسبة 10.3% من العائلات ونسبة 15.5% من السكان تحت خط الفقر، وكان من هؤلاء نسبة 21.4% تحت سن الثامنة عشر ونسبة 10.1% في الخامسة والستين من العمر وما فوق.

### تعداد عام 2010
بلغ عدد سكان آشفيل 83,393 نسمة بحسب تعداد عام 2010، وبلغ عدد الأسر 37,380 أسرة وعدد العائلات 18,452 عائلة مقيمة في المدينة. في حين سجلت الكثافة السكانية 700.7 نسمة لكل كيلومتر مربع (1,814.8/ميل2). وبلغ عدد الوحدات السكنية 41,626 وحدة بمتوسط كثافة قدره 349.8 لكل كيلومتر مربع (906.0/ميل2).
وتوزع التركيب العرقي للمدينة بنسبة 79.31% من البيض و13.35% من الأمريكيين الأفارقة و0.34% من الأمريكيين الأصليين و1.37% من الأمريكيين ذوي الأصول الآسيوية و0.15% من سكان جزر المحيط الهادئ و2.88% من الأعراق الأخرى و2.60% من عرقين مختلطين أو أكثر و6.54% من الهسبانيون أو اللاتينيون من أي عرق.
بلغ عدد الأسر 37,380 أسرة كانت نسبة 23.5% منها لديها أطفال تحت سن الثامنة عشر تعيش معهم، وبلغت نسبة الأزواج القاطنين مع بعضهم البعض 33.2% من أصل المجموع الكلي للأسر، ونسبة 12.2% من الأسر كان لديها معيلات من الإناث دون وجود شريك، بينما كانت نسبة 4% من الأسر لديها معيلون من الذكور دون وجود شريكة وكانت نسبة 50.6% من غير العائلات. تألفت نسبة 38% من أصل جميع الأسر من عدة أفراد يعيشون في نفس المنزل ونسبة 12.9% كانت تتألف من شخص يعيش بمفرده يبلغ من العمر 65 عاماً أو أكثر. وبلغ متوسط حجم الأسرة المعيشية 2.12، أما متوسط حجم العائلات فبلغ 2.82.
بلغ العمر الوسطي للسكان 38.2 عاماً. وكانت نسبة 18.5% من القاطنين تحت سن الثامنة عشر، وكانت نسبة 10.6% بين الثامنة عشر والرابعة والعشرين عاماً، ونسبة 29.7% كانت واقعةً في الفئة العمرية ما بين الخامسة والعشرين والرابعة والأربعين عاماً، ونسبة 24.9% كانت ما بين الخامسة والأربعين والرابعة والستين، ونسبة 16.3% كانت ضمن فئة الخامسة والستين عاماً فما فوق. وتوزع التركيب الجنسي للسكان بنسبة 47.2% ذكور و52.8% إناث.

## المناخ
يظهر الجدول التالي التغييرات المناخية على مدار السنة لآشفيل:
| البيانات المناخية لـآشفيل                                       | البيانات المناخية لـآشفيل | البيانات المناخية لـآشفيل | البيانات المناخية لـآشفيل | البيانات المناخية لـآشفيل | البيانات المناخية لـآشفيل | البيانات المناخية لـآشفيل | البيانات المناخية لـآشفيل | البيانات المناخية لـآشفيل | البيانات المناخية لـآشفيل | البيانات المناخية لـآشفيل | البيانات المناخية لـآشفيل | البيانات المناخية لـآشفيل | البيانات المناخية لـآشفيل |
| الشهر                                                           | يناير                     | فبراير                    | مارس                      | أبريل                     | مايو                      | يونيو                     | يوليو                     | أغسطس                     | سبتمبر                    | أكتوبر                    | نوفمبر                    | ديسمبر                    | المعدل السنوي             |
| --------------------------------------------------------------- | ------------------------- | ------------------------- | ------------------------- | ------------------------- | ------------------------- | ------------------------- | ------------------------- | ------------------------- | ------------------------- | ------------------------- | ------------------------- | ------------------------- | ------------------------- |
| الدرجة القصوى °ف (°م)                                           | 80 (27)                   | 80 (27)                   | 87 (31)                   | 90 (32)                   | 93 (34)                   | 98 (37)                   | 99 (37)                   | 100 (38)                  | 95 (35)                   | 91 (33)                   | 83 (28)                   | 81 (27)                   | 100 (38)                  |
| الحد الأقصى المتوسط °ف (°م)                                     | 66.2 (19.0)               | 69.0 (20.6)               | 76.4 (24.7)               | 82.5 (28.1)               | 85.5 (29.7)               | 89.2 (31.8)               | 91.3 (32.9)               | 90.6 (32.6)               | 86.4 (30.2)               | 80.7 (27.1)               | 73.6 (23.1)               | 66.3 (19.1)               | 92.4 (33.6)               |
| متوسط درجة الحرارة الكبرى °ف (°م)                               | 47.4 (8.6)                | 51.0 (10.6)               | 58.7 (14.8)               | 67.7 (19.8)               | 74.8 (23.8)               | 81.3 (27.4)               | 84.0 (28.9)               | 82.9 (28.3)               | 76.9 (24.9)               | 68.1 (20.1)               | 58.8 (14.9)               | 49.5 (9.7)                | 66.8 (19.3)               |
| متوسط درجة الحرارة الصغرى °ف (°م)                               | 26.7 (−2.9)               | 29.7 (−1.3)               | 35.5 (1.9)                | 42.8 (6.0)                | 51.4 (10.8)               | 59.6 (15.3)               | 63.7 (17.6)               | 62.9 (17.2)               | 55.8 (13.2)               | 44.6 (7.0)                | 35.8 (2.1)                | 29.3 (−1.5)               | 44.8 (7.1)                |
| الحد الأدنى المتوسط °ف (°م)                                     | 8.4 (−13.1)               | 13.5 (−10.3)              | 19.9 (−6.7)               | 27.9 (−2.3)               | 36.0 (2.2)                | 48.1 (8.9)                | 55.0 (12.8)               | 53.3 (11.8)               | 41.3 (5.2)                | 28.9 (−1.7)               | 21.3 (−5.9)               | 12.6 (−10.8)              | 4.8 (−15.1)               |
| أدنى درجة حرارة °ف (°م)                                         | −16 (−27)                 | −9 (−23)                  | 2 (−17)                   | 20 (−7)                   | 28 (−2)                   | 35 (2)                    | 44 (7)                    | 42 (6)                    | 30 (−1)                   | 20 (−7)                   | 1 (−17)                   | −7 (−22)                  | −16 (−27)                 |
| الهطول إنش (مم)                                                 | 3.67 (93)                 | 3.76 (96)                 | 3.83 (97)                 | 3.33 (85)                 | 3.66 (93)                 | 4.65 (118)                | 4.31 (109)                | 4.40 (112)                | 3.81 (97)                 | 2.91 (74)                 | 3.65 (93)                 | 3.59 (91)                 | 45.57 (1٬157)             |
| متوسط تساقط الثلوج إنش (سم)                                     | 4.1 (10)                  | 2.2 (5.6)                 | 1.9 (4.8)                 | 0.7 (1.8)                 | 0 (0)                     | 0 (0)                     | 0 (0)                     | 0 (0)                     | 0 (0)                     | 0 (0)                     | 0.1 (0.25)                | 0.9 (2.3)                 | 9.9 (25)                  |
| متوسط أيام هطول الأمطار (≥ 0.01 in)                             | 10.0                      | 9.5                       | 11.0                      | 10.2                      | 11.9                      | 12.7                      | 12.9                      | 12.7                      | 9.5                       | 8.2                       | 9.7                       | 9.7                       | 128.0                     |
| متوسط الأيام المثلجة (≥ 0.1 in)                                 | 1.9                       | 1.5                       | 0.9                       | 0.3                       | 0                         | 0                         | 0                         | 0                         | 0                         | 0                         | 0.2                       | 1.0                       | 5.8                       |
| متوسط الرطوبة النسبية (%)                                       | 72.6                      | 69.8                      | 68.4                      | 66.2                      | 75.3                      | 78.6                      | 81.6                      | 83.5                      | 84.1                      | 78.4                      | 74.8                      | 74.1                      | 75.6                      |
| ساعات سطوع الشمس الشهرية                                        | 175.9                     | 181.2                     | 223.5                     | 252.3                     | 264.1                     | 267.0                     | 257.5                     | 227.8                     | 207.5                     | 219.6                     | 178.8                     | 167.2                     | 2٬622٫4                   |
| نسبة وصول أشعة الشمس                                            | 56                        | 59                        | 60                        | 64                        | 61                        | 61                        | 58                        | 55                        | 56                        | 63                        | 58                        | 55                        | 59                        |
| المصدر: NOAA (relative humidity 1964–1990, sun 1961–1990)</ref> |                           |                           |                           |                           |                           |                           |                           |                           |                           |                           |                           |                           |                           |

## توأمة
لآشفيل (كارولاينا الشمالية) اتفاقيات توأمة مع:
- سومور

## أعلام
- بيلامي يونغ
- سييرا ماكورميك
- روبرت إل. أيشلبيرغر
- هاري أندرسون
- كيث كارتر
- توماس كلايتون وولف
- زيلدا فتزجيرالد
- دوروثي هارت
- جيرمين دوبري
- روبرتا فلاك
- جورج تي وينستون